# 셜고터랸
셜고터랸(헝가리어: Salgótarján)은 헝가리 북동부에 위치한 도시로 노그라드 주의 주도이며 면적은 102.96km2, 인구는 37,166명(2011년 기준), 인구 밀도는 419.44명/km2이다. 부다페스트에서 북동쪽으로 120km, 미슈콜츠에서 서쪽으로 70km 정도 떨어진 곳에 위치하며 중세 시대부터 마을이 존재했다.